# مسحوق الخضروات
مسحوق الخضروات (بالإنجليزية: Greens powder)‏ هو مُكمل غذائي يتكون من مزيج من الخضروات الورقية الخضراء، بالإضافة إلى منتجات نباتية أخرى. عادةً ما يُخلط مع الماء قبل تناوله، أو يُضاف إلى الطعام أثناء الطهي.

## المكونات
تُصنع مساحيق الخضروات من مجموعة متنوعة من الخضروات الورقية الخضراء المجففة، والفاكهة، والطحالب، والأعشاب والحشائش. غالبًا ما تذكر ملصقات المكونات وجود الروبيوتيك، ومضادات التأكسد ومجموعة متنوعة من الفيتامينات.